# 용호동 (세종)
용호동은 세종특별자치시 행정중심복합도시 5-3생활권에 위치한 법정동이다.